# Число зверя (роман)
«Число́ зве́ря» (англ. The Number of the Beast) — фантастический роман Роберта Хайнлайна на тему множественности параллельных миров, представляет собой эксперимент автора в области магического реализма и постмодернизма. Фрагменты первой четверти текста публиковались в журнале Omni (номера за октябрь и ноябрь 1979 года), летом 1980 года вышли американское и британское издания. Несмотря на то, что роман был разгромлен критиками, он разошёлся большими тиражами, неоднократно переиздавался, переведён на ряд европейских языков, в том числе и на русский.
В 1976—1977 годах Роберт Хайнлайн работал над экспериментальным романом, вдохновляясь pulp-литературой начала XX века, особенно мирами Эдгара Берроуза (Барсум), Лаймена Фрэнка Баума (страна Оз) и Эдварда Смита (Серые Ленсмены). Результат работы был сочтён неудачным (черновая рукопись была опубликована лишь в 2020 году). В 1979 году на основе черновика был создан текст «Числа зверя». Негативно настроенные критики не могли объяснить причины успеха романа у публики. Литературоведы и исследователи отмечали, что Хайнлайн, не расставаясь с образами и клише жанровой литературы, попытался создать многослойное произведение, в котором сочетались множественные сюжетные линии и персонажи его собственных произведений и избранных фантастических миров фантастики «Золотого века». Все четверо протагонистов, а также их противники — так называемые «Чёрные шляпы» — в финале оказываются проекциями самого автора, хотя повествование ведётся от лица всех главных героев.

## Содержание
Роберт Хайнлайн прямо относил свой роман к жанру фэнтезийного фарса, что читатель должен был понять по первой же фразе в самом начале первой главы: «Он Безумный Учёный, а я его Красавица Дочь. <…> Самый древний из штампов ранней научной фантастики». В подобного рода историях «никто никого не убивает и даже не ранит, не проливается кровь, Белые шляпы всегда побеждают, мёртвые возвращаются к жизни, а реальные персонажи на равных действуют с выходцами из множества вымышленных вселенных».
Роман включает 48 глав, распределённых по четырём частям; финальная глава-эпилог вынесена в отдельную часть. Сюжет подан с позиций четырёх главных героев, обозначаемых в заглавии, только в главе 43 главным героем является Вудро Уилсон Смит (Лазарус Лонг) и в эпилоге изложение ведётся от третьего лица.

### Часть первая «Бабочки мандарина» (главы 1—18)
Протагонисты: доктор Джейкоб Берроуз, математик, профессор Логанского колледжа где-то в Юте; Дея Торис Берроуз (Дити) — его дочь, доктор математической логики и программист; Хильда Корнерс — подруга покойной жены Берроуза, светская львица, которая интересуется наукой; Зебадия Джон Картер (Зеб), отставной военный, доктор педагогики, преподаватель в калифорнийском колледже. Джейкоб Берроуз изобрёл устройство, позволяющее передвигаться по параллельным реальностям. Из-за нападения странных существ, предводитель которых — профессор Дональд Уолтер Бин (в просторечии «Дубина») — главный научный оппонент Берроуза, всей четвёрке приходится бежать на личном автомобиле Зебадии Картера — Ае Плутишке (англ. Gay Deceiver). Перед этим Зеб и Дити вступили в скоропалительный брак, а затем и Хильда «окольцевала» вдовца Джейкоба. В мире, описанном Хайнлайном, автомобиль может передвигаться также в верхних слоях атмосферы, кратковременно выходить в открытый космос и имеет массу других полезных функций. Оснащённая континуумоходом Берроуза, Ая Плутишка позволяет четверым героям начать бегство от преследующих их чудовищ. Зеб предложил назвать таинственных врагов «Чёрными шляпами», так как в старых вестернах и фильмах-нуар злодеи носят шляпы именно такого цвета.
Из расчётов Джейкоба следует, что вселенная имеет шесть измерений, соответственно, количество параллельных миров достигает {\displaystyle (6^{6})^{6}}, то есть 10314424798490535546171949056. Во время странствия по разным мирам («Чёрные шляпы» сбросили на дом Берроуза атомную бомбу) четвёрка обсуждает протокол взаимодействия между ними — сложившимися личностями и закоренелыми индивидуалистами, а также обсуждают, кто будет командовать. Зеб, как владелец Аи Плутишки, считает, что нужно действовать по «правилу спасательной шлюпки».

### Часть вторая «Мандариновые бабочки» (главы 19—38)
Спасаясь от «Чёрных шляп», заполонивших и параллельные миры, четвёрка переносится с Земли-10 на Марс-10 (Земля-0 — мир, где они родились и куда уже не могут вернуться). Оказывается, этот Марс обладает атмосферой, водой и растительностью и занят колониями Британской и Российской империй; США в этом мире нет. Берроузы и Картеры не могут найти общего языка с местными властями, которые контролируются Чёрными шляпами, и продолжают поиск собственного пристанища в мультиверсуме. Континуумоход позволяет оценить, сколько миров по разным пространственным осям отличаются благоприятным климатом и не заражены радиацией или иными поражающими факторами. Джейкоб, Дити, Хильда и Зеб на практике узнают, что существуют и миры, описанные в литературе: Оз, Страна чудес, Камелот, Лилипутия. В Стране Оз добрая фея Глинда наделяет Аю разумом, и своим волшебством дарует ей бесконечный запас топлива и дополнительные помещения с ванными, а путешественники получают корзинку для пикника с бесконечным запасом еды. При встрече с Серыми Ленсменами путешественникам-беглецам угрожает реальная опасность, и они продолжают свой путь.

### Часть третья «Смерть и воскресение» (главы 39—47)
Странствуя по разным мирам, две супружеские пары (Дити и Хильда забеременели) нашли более или менее подходящий для себя мир. После пережитых приключений им скучно, и, во время небольшой прогулки в космос на Ае, Картеры и Берроузы становятся гостями Лазаруса Лонга. Все быстро обживаются в полиаморном клане Лонгов, а Хильда даже предлагает авантюру — пробраться с помощью континуумохода в далёкое прошлое и перенести в будущее мать Лазаруса — Морин, подвергнув её омоложению.

### «L’Envoi» (глава 48)
Эпилог составляет финальную часть, названную по-французски «L’Envoi», то есть посвящением автора. Также глава 48 снабжена подзаголовком: Откр. 22:13, — «Я есмь Альфа и Омега, начало и конец, Первый и Последний».
Хильда Корнерс-Берроуз-Лонг организует съезд Межвселенского общества эсхатологического коллективного пантеистического солипсизма, где присутствуют основные герои всех написанных к тому времени романов Хайнлайна, а также и других уважаемых им писателей. Представлены делегаты от Барсума и даже от Атлантиды тринадцати разных реальностей. В числе почётных гостей названы Айзек Азимов, Редьярд Киплинг, Марк Твен, Карл Саган и многие другие. Тут-то и выясняется, что Чёрная шляпа — это единственное вездесущее создание, которое одновременно является буджумом. Оно пытается сбежать через мост Биврёст, но в самом конце срывается с него.

## Литературные особенности

### История создания и публикации

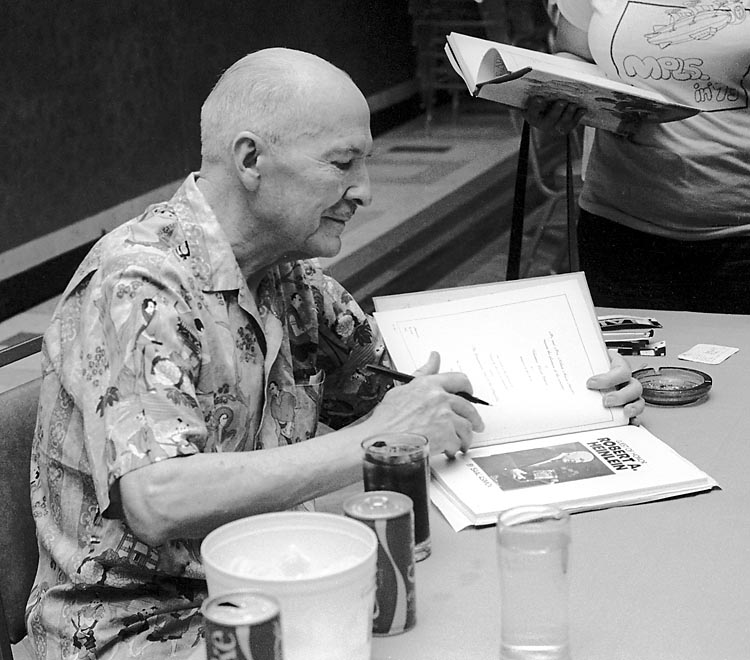
Хайнлайн — почётный гость 34-го Ворлдкона в Канзас-Сити 1976 года

В 1976 и 1977 годах Роберт Хайнлайн, несмотря на постоянное ухудшение состояния здоровья, активно занимался общественной деятельностью. Вместе с женой Вирджинией они организовали общеамериканскую кампанию по сбору донорской крови и изменению общественного восприятия донорства. Последний съезд доноров, на котором выступал Хайнлайн, проходил между 21 и 23 октября 1977 года в Санта-Розе. В промежутках между поездками он начал работу над первым за четыре предшествующих года объёмным текстом, который в черновике носил условное название «Панки́-Барсум». Это название зафиксировано в записных книжках писателя осенью 1976 года в форме «Панки́ против Барсума». Под «панка́ми» (англ. Pankí) подразумевалась некая невнятная, но вполне реальная угроза, нависшая над миром. Постепенно слово трансформировалось в «панке́ру» — название отдельной особи «Чёрных шляп». Полноценная работа над романом шла с лета 1977 года; рукопись быстро увеличивалась в объёме. Первый черновик имел объём 769 машинописных страниц, однако в то время у Хайнлайна возникло два альтернативных варианта концовки. Состояние писателя становилось критическим: у Хайнлайна произошла закупорка сонной артерии, из-за чего нарушилось кровоснабжение левого полушария мозга, он плохо ориентировался в пространстве, видел «всё как в тумане» и спал по шестнадцать часов в сутки. Собравшись с силами, он выбрал одну концовку и сократил текст примерно на четверть. Супруга писателя — Вирджиния Хайнлайн — была вынуждена признать результат работы крайне неудачным. Биограф Уильям Паттерсон описывал это следующим образом: долгие годы Хайнлайн садился за машинку, обуреваемый страхом, «сможет ли написать книгу лучше предыдущей, или, возможно он уже достиг такой высоты, когда прыгнуть выше головы невозможно». В картотеке В. Хайнлайн рукопись числилась под индексом «Opus-176», и была снабжена пометкой «на уничтожение».
30 апреля 1978 года Хайнлайну в Сан-Франциско была сделана операция шунтирования артерии, которая вернула писателя к жизни. Вернувшись домой в первую декаду мая, он перечитал рукопись, назвал её «посредственной», но полагал, что её можно будет использовать для дальнейшей работы. Исследователь С. В. Голд отмечал, что Роберт Хайнлайн работая над последним, как он полагал, романом, обратился к прошлому — набору текстов, которые пробудили в нём интерес к фантастике. Он соединил фантастические миры Льюиса Кэрролла, Джонатана Свифта, Барсум Эдгара Берроуза, страну Оз Фрэнка Баума и «Серых Ленсменов» Дока Смита, создав Мультиверсум, в котором действует четвёрка его героев. Философской основой мэшапа стал «эсхатологический пантеистический коллективный солипсизм», то есть будущий «Мир-как-Миф», концепция, согласно которой все выдумки реальны, а реальность также имеет измыслившего её автора. Главные герои создавались как расщепление одной личности, и каждый протагонист являлся носителем одной из стихий: Дити — вода, Хильда — огонь, Джейкоб — земля, Зебадия — воздух, и черт основных темпераментов. Эпизоды, разворачивающиеся во вселенных Барсума и Серых Ленсменов, были решены в форме фанфика. С. В. Голд считал, что эксперимент оказался крайне неудачным, так как Хайнлайн создал фанфик «не ради переосмысления или переработки базового литературного материала, всё… действие направлено лишь на утверждение превосходства героя над беззащитными литературными персонажами». Вдобавок, сюжет после появления героев на Барсуме практически исчез и действие в романе заменяется бесконечными диалогами и поучениями.
К началу октября 1978 года Хайнлайн вернулся к работе над «Панки-Барсум», сделав текст ещё более экспериментальным. Он навёрстывал упущенное, проводя в рабочем кабинете по четырнадцать часов в сутки, и завершив новый роман — «Число зверя» — рано утром 17 декабря 1978 года. Роман также оказался последним у Роберта, который был напечатан на пишущей машинке — дальше писатель перешёл на текстовый редактор. Хайнлайн полностью удалил фанфик по Берроузу, сократил фанфик по Стране Оз и оставил несколько абзацев из фанфика по Серым Ленсменам; всего из первоначального текста сорока восьми глав остался материал первых восемнадцати. Вполне возможно, что это диктовалось и проблемой приобретения авторских прав, так как в те годы книги Берроуза активно переиздавались и наследники могли предъявить неприемлемые условия или не одобрить обширного романа по мотивам оригинальной фантастической вселенной. Был существенно изменён и стиль повествования. Эпизодическая линия Лазаруса Лонга в новом романе составила едва ли не половину текста. Однако линия Чёрных шляп практически исчезла и инопланетные агрессоры, превратившиеся в абстрактного «злодея», вновь появляются лишь в финальном эпизоде. Впрочем, С. В. Голд назвал «сильным ходом» замену враждебной сатанинской цивилизации на «причудливую фигуру манипулятора реальностью». Редакторские правки оказались совершенно незначительными: по оценке Вирджинии Хайнлайн, они затронули не более 2000 слов из общего объёма романа в 200 000 слов.
Хайнлайн рассчитывал опубликовать роман в G. P. Putnam’s Sons, однако это издательство было куплено конгломератом MCA Inc. с заменой руководства. Новые владельцы стали пересматривать условия контрактов с ведущими авторами и Хайнлайн отказался от сотрудничества. Он даже поставил на титульный лист романа посвящение прежнему директору издательства Уолтеру Минтону и его супруге. Новый литературный агент Хайнлайна — Элеонора Вуд — выставила будущую книгу на аукцион. Американский аукцион был намечен на 15 и 16 мая 1979 года, английский — на несколько более поздний срок. Победителем стало издательство Fawcett Books, купившее опцион за полмиллиона долларов; однако это было, скорее, пиар-ходом, так как победитель был определён заранее. Условием издания стал выпуск в авторской редакции. На британском рынке победила New English Library, купившая права за 43 000 долларов; эта же фирма предложила самый высокий авторский гонорар и высокую ставку за переиздания предыдущих книг Хайнлайна. На этом аукционе было двенадцать конкурентов. Одновременно журнал Omni и его главный редактор Бен Бова предложил разместить на его страницах 10 % текста романа (сокращённые для публикации тринадцать начальных глав книги). Хайнлайн согласился на журнальную публикацию, но затем оказалось, что в текст были внесены дополнительные изменения уже после одобренных им сокращений. «Число зверя» оказался последним романом Хайнлайна, опубликованным в ведущем научно-фантастическом журнале. По оценке профессора Брюса Франклина, заработок Хайнлайна втрое превысил сумму, обычно выплачиваемую популярному писателю-фантасту.

### Протагонисты

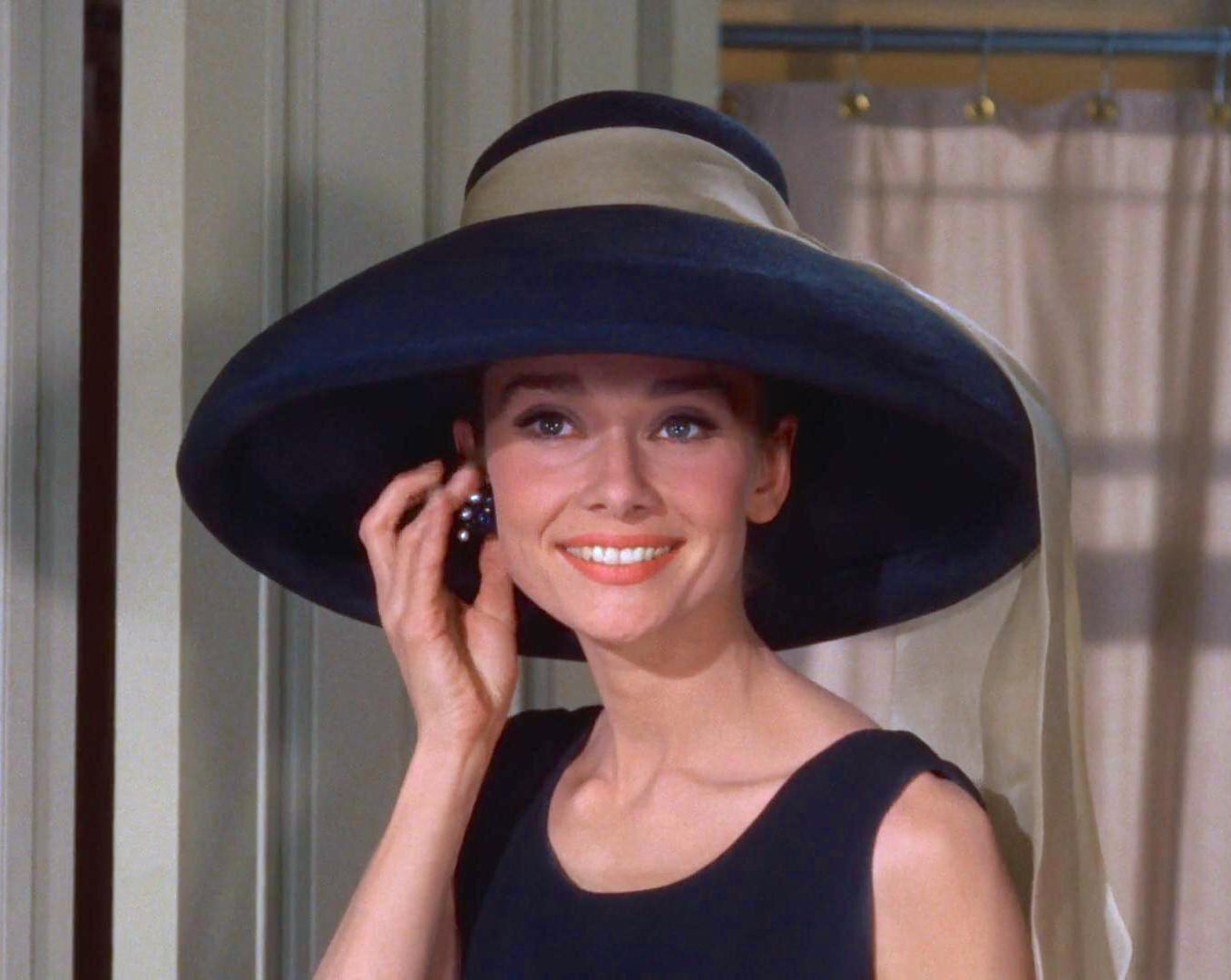
Одри Хепбёрн в «Завтраке у Тиффани» — иллюстрация образа Хильды Корнерс

Профессор Ратгерского университета Брюс Франклин полагал обращение Хайнлайна к жанровым клише из макулатурной фантастики глубоко обусловленным. Роман «Число зверя» вводится стандартным оборотом, когда Дити после знакомства с Зебом аттестует своего отца как «Безумного Учёного», а себя как его «Красавицу Дочь». Самый первый главный герой самого первого опубликованного произведения Хайнлайна — доктор Уго Пинеро из рассказа «Линия жизни» — являл портрет непонятого одинокого гения, ведущего человечество сквозь оковы времени и пространства. Доктор Джейкоб Берроуз — это возведение одинокого гения в энную степень, ибо ему удалось из бесконечно возможного числа решений отыскать именно ту формулу, которая описывает истинную природу пространства-времени и совершить «величайшее открытие со времён колеса» — континуумоход, предлагающий доступ ко всем вселенным Числа Зверя. При этом Берроуз и Дити — преданные поклонники старой фантастики и держат дома уникальную коллекцию бульварных журналов, как и Зебадия Джон Картер. Зеб, как отмечал Б. Франклин — представитель ещё одного излюбленного Хайнлайном типического героя: всесторонне компетентный мужчина зрелых лет. То, что отцы Дити и его самого назвали именами правителей Барсума намекает, что брак их был заключён на небесах (Дити — Дея Торис). Вполне возможно, что Хайнлайн представлял себе Зебадию именно как реинкарнацию Джона Картера, капитана из Виргинии, Великого военачальника Марса. Он превосходный фехтовальщик, отличный математик и механик, отличается быстротой мышления и при этом ещё оказывается всесторонним экспертом по выживанию.
Хильда Корнерс также являет образ компетентной независимой дамы. Когда Зеб убил представителя расы Чёрных шляп, «Язва» Хильда хладнокровно препарировала тело, обнаружив, что перед ними существо, совершенно чуждое всему земному. Неаппетитный процесс не помешал ей жевать сэндвич. Когда бравая четвёрка на Ае Плутишке попала на Марс в реальности, где расположена колония Российской Империи, выясняется, что Хильда знает русский язык, который выучила, чтобы понять классическую русскую литературу. Аналогичным образом она прекрасно разбирается в воинских званиях и каторжных клеймах британцев. В конце концов она оказывается самой способной к лидерству из всех четверых. Именно Хильда помогла отыскать временное пристанище беглецов по мирам Вселенной, утопическую Землю Хайнлайна, где тёплый климат, низкие налоги и терпимое отношение к наготе. С. В. Голд так характеризовал эту героиню:

Это стильная, остроумная, молодая женщина, настоящая светская львица, способная укротить как распоясавшуюся школоту, так и надутых профессоров, но при этом хрупкая, миниатюрная и потрясающе красивая. Вспомните маленькую акулу Одри Хепберн в «Завтраке у Тиффани» и мысленно добавьте ей опыта и удачи (но не добавляйте ей лет) — это и будет искомый браз Хильды Корнерс…
Ая Плутишка — автомобиль Зебадии, перепрограммировнный Дити и усовершенствованный феей Глиндой, — также является составной частью команды главных героев. Благодаря тому, что континуумоход не требует больших затрат энергии, Ая Плутишка способна проверить «5000 вселенных за пятьдесят секунд». С. В. Голд отмечал, что основное действие романа сконцентрировано на единственном активе главных героев — чудо-автомбиле, а основной двигатель сюжета — попытки оградить этот актив от посторонних посягательств.

### «Чёрные шляпы»
С. В. Голд отмечал, что по мере работы над своим романом Р. Хайнлайн существенно изменил образ и место в сюжете главного врага главных героев. В первоначальной версии 1977 года инопланетные агрессоры типологически и функционально очень напоминают слизняков из «Кукловодов» и также описаны как чуждые всему земному. И в «Погоне за панкерой» и в окончательном тексте «Числа зверя» очень подробно расписано вскрытие особи «Чёрной шляпы», проведённое Хильдой: «…На длинной, тонкой конечности, пониже обычного, человеческого колена, имелось дополнительное, оно сгибалось назад. Взглянув выше, я обнаружил, что такие же дополнительные сочленения есть и на руках» (в «Числе зверя» это описание отредактировано с точки зрения стилистики). Также это существо гермафродит («Двуполое, но оплодотворить себя не может: конструкция не позволяет»), кровеносная система работает за счёт перистальтики, а не сокращения сердца. Цвет крови сине-зелёный, то есть у существа принципиально иная биохимия, чем у людей, и пришельцы по этой причине не боятся заразиться земными болезнями. Внешность «Чёрных шляп», у которых на голове находятся рожки, вызывает сатанинские ассоциации. Рассуждения о природе этих существ и подробности бегства от них занимают немало места в первой части романа, однако довольно быстро эта линия сошла на нет, тогда как в «Погоне за панкерой» сюжет завершается эпической операцией по уничтожению агрессивных инопланетян. С. В. Голд отмечал, что Хайнлайн совершил «сильный ход», когда в ходе переработки романа заменил враждебную цивилизацию сатаноидов на единственную фигуру манипулятора реальностью — себя самого.

Кто наиболее подходящий оппонент литературных персонажей, как не сам автор? Именно он бросает их из огня да в полымя, мучает переделками сюжета и иногда стирает. Вычеркнутые из собственного произведения, герои освобождаются от авторской тирании и начинают ему активно противостоять — именно тут закладывается росток конфликта, который развивается в последующих романах Хайнлайна.
Для аналитической творческой биографии, изданной Л. Стовером в 1987 году, сам Хайнлайн написал ключ к именам отрицательных персонажей, опубликованный в виде приложения. Автор отмечал, что многие читатели догадались, что имена негодяев содержат анаграмму имени Хайнлайна, но никто не сумел составить полного перечня. Набор имён был перепроверен в «Компаньоне читателя Р. Хайнлайна» Джеймса Гиффорда.

| В русском переводе              | Английский оригинал        | Расшифровка анаграммы          | Комментарий |
| ------------------------------- | -------------------------- | ------------------------------ | --- |
| Дональд Уолтер Бин              | Neil O’Heret Brian         | Robert A. Heinlein             | Декан математического факультета, идеологический противник Джейкоба Берроуза |
| Бенни Хайбл                     | Bennie Hibol               | Bob Heinlein                   | Существо, выдававшее себя за рейнджера |
| Мориновский                     | Morinosky                  | Simon York                     | Лже-граф из Нового Киева на Марсе. «Саймон Йорк» — малоиспользуемый псевдоним Хайнлайна для детективных сюжетов                                                                        |
| Айвер Херд-Джоунз               | Iver Hird-Jones            | John Riverside                 | Бригадир британской каторги на Марсе. «Джон Риверсайд» — малоизвестный псевдоним Хайнлайна                                                                                             |
| Распря, Грыжа, Селезёнка & Сноб | Tome, Hernia, Lien, & Snob | Robert Anson Heinlein          | Сноб — чиновник-организатор на Конгрессе межвселенского пантеистического солипсизма |
| сэр Антрекот Жестокий           | Sir Tenderloinn the Brutal | Lt. Robert A. Heinlein USN RTD | Участник поединка на Конгрессе солипсизма. Аббревиатура после имени лейтенанта Хайнлайна означает United States Navy Ready To Deploy — «Военно-морской флот США готов к развёртыванию» |
| Л. Рон О’Лими                   | L. Ron O’Leemy             | Lyle Monroe                    | Фальшивый агент из Интеркосмического патруля. «Лайл Монро» — псевдоним, используемый Хайнлайном в 1939—1946 годах; «Л. Рон» вызывает ассоциации с Л. Роном Хаббардом                   |
| Мелруни                         | Mellrooney                 | Lyle Monroe                    | «Самый отъявленный негодяй всех миров» |

### Жанровый мэшап, пародия и интертекстуальность
Антрополог и фантастовед Леон Стовер связывал общую тональность «Числа зверя» с игровой стихией. Исходя из факта, что Хайнлайн стремился вернуться к началу своей писательской карьеры, исследователь отмечал, что в журнальной фантастике 1930—1940-е годов смешение жанров было технически затруднительно в связи с существованием конкурирующих отраслевых изданий. Вдобавок, Хайнлайн, работающий под псевдонимами, получил опыт повествования «от разных голосов». Континуумоход является метафорой освобождения и вольного блуждания по каким угодно вселенным. То, что Роберт Хайнлайн назвал своими именами и псевдонимами апокалиптического Зверя, вынесенного в заглавие романа, и связал число параллельных вселенных с числом «666», может быть истолковано совершенно определённым образом. Согласно Стоверу, в мильтоновской интерпретации священной истории Люцифер предстаёт собратом-двойником Господа Иеговы и в этом плане, не желая того, способствует реализации божественных замыслов, ибо Творение включает и светлую, и тёмную стороны. По аналогии, Хайнлайн всегда стремился самореализоваться и в научной фантастике, и в фэнтези (конструирование миров — важная составляющая обеих разновидностей спекулятивной фантастики), но жизненные обстоятельства очень долго этому препятствовали. В дни молодости писателя число 666 использовалось в рекламе лечебной мази и помещалось на придорожных рекламных щитах, эпатируя публику и неся благопожелательное, а не зловещее значение. Добившись признания читателей и критиков, писатель мог перемещать жанровые условности и границы по своему разумению и желанию.
Брюс Франклин основываясь на названии романа, полагал, что Хайнлайн создавал собственную фантастическую версию Апокалипсиса, одновременно заставив своих персонажей осознать, что они, как и все остальные, являются плодом чьего-то воображения. Как апокалиптический текст, «Число зверя» повествует о катастрофическом завершении человеческой истории, претендуя при том на статус «окончательного откровения». Но поскольку вся история человечества низведена до мимолётной фантазии, как выразился Б. Франклин: «„Число зверя“ — оказывается апокалипсисом из сахарной ваты — пенистым, сладким, воздушным, мягким, лёгким, праздничным, причудливым, нематериальным». Сверхзадача нисколько не препятствует развитию множества сюжетов. Приём, в соответствии с которым действие попеременно подаётся через восприятие четырёх разнополых персонажей, позволяет продемонстрировать, что каждая личность представляет собой альтернативную вселенную, существующую параллельно своему физическому окружению. Множество конфликтов между Зебом, Джейкобом, Хильдой и Дити происходят из-за того, что оба мужчины транслируют излюбленный тезис Хайнлайна, что истинно цивилизованное общество живёт по биологической формуле: «мужчины — расходный материал, женщины и дети — нет». Её смысл Хайнлайн разъяснил в своей юбилейной речи 1973 года в Военно-морской академии США. Однако ни Хильда, ни Дити совершенно с этим не согласны. Подобного рода игра с глубоко личными убеждениями для Роберта Хайнлайна возможна только потому, что только одолев немалую часть текста, читатель походя убеждается, что четвёрка героев не происходит с нашей Земли. Когда они всерьёз занялись поиском вселенной для постоянного обитания, Хильда настояла на покупке в каждом из миров «Всемирного альманаха» («Тут есть история, законы, важнейшие статистические данные, карты, новые изобретения, новые лекарства — можно было и не ходить в библиотеку»). Зеб, читая список президентов США, впадает в недоумение: «А кто такой Эйзенхауэр? Здесь написано, что он был президентом один срок вместо Гарримана и один вместо Паттона». И далее иронизирует, что действующим президентом является его однофамилец. В этом же контексте главные герои отказываются поселиться в стране Оз, ибо в этой вселенной невозможно оставаться взрослым. Волшебница Глинда Добрая напутствует героев: «Когда вы устанете от жизни в том мире, приезжайте сюда отдохнуть и привозите с собой детей. Дети здесь счастливы, их никто никогда не обижает. Страна Оз была придумана ради детей».
Открытие доктрины коллективного пантеистического солипсизма заставляет протагонистов осознать, что они сами являются в других вселенных чьим-то вымыслом, и осознание этого вызывает дискомфорт. Здесь, согласно Б. Франклину, читатель перестаёт отождествлять себя с героями, «находящимися в процессе открытия онтологической истины, которую большинству вымышленных персонажей никогда не позволено узнать». Дополнительным маркером служат описания диалогов Джейка с его покойной женой Джейн в стилистике, напоминающий внутренние диалоги героев романа «Не убоюсь я зла». При этом Джейк (и его автор) в пятой главе напрямую обращаются к читателю: «Пожалуйста, не надо снисходительных усмешек, о несуществующий читатель, высокомерно кривящий губы где-то там над книгой: Джейн реальнее тебя». Для творчества Хайнлайна это, в общем, не ново: в финале «Чужака в чужой стране» Джубал Харшоу стремится переписать существующую историю — в виде литературного текста; герой «Дороги славы» также понимает, что «попал в какую-то книгу» (и появился на конгрессе солипсизма с женой — Императрицей Всех Миров).
Наибольшая концентрация собственных миров и персонажей Хайнлайна и творений писателей прошлого и его современников представлены в эпилоге «Числа зверя». Он сразу начинается с упоминания юриста и писателя Джубала Харшоу — персонажа «Чужака в чужой стране» (Хайнлайн вложил в уста Зебу Картеру следующую характеристику этого романа: «Господи, чего только не пишут ради денег!»). Среди «самых кровожадных людей во всем Известном Космосе» названы Харлан Эллисон и оба Хайнлайна (Роберт и его жена Вирджиния). В ограниченный список приглашённых на съезд («он насчитывает многие тысячи фамилий, но тем не менее строго ограничен») вошли Айзек Азимов и Артур Кларк, Бетси Кёртис — бета-ридер последнего романа Хайлайна, и малоизвестные фантасты. Когда Лазарус Лонг пытается перечислить участников из ограниченного списка с докторской степенью, он упоминает: фантастов Бенфорда и Джеймса Ганна, Дойла и Сагана, а также вымышленных героев, включая профессора Челленджера и доктора Ватсона, доктора Пинеро («Линия жизни» самого Хайнлайна), Арчибальда Дугласа (рассказ «Да будет свет!» Хайнлайна) и Дональда Каргрейвза («Ракетный корабль „Галилей“»), доктора Макрея («Красная планета») и инженера Боба Костера («Человек, который продал Луну»), Курта Хедрика («Не убоюсь я зла») и Фу Манчу, и вполне реальных хирургов Гарри Оберельмана и Нормана Чейтера (оперировавших Хайнлайна) и активистов фэндома Роберта и Анну Пассовых, а также Кристину Хэйкок — супругу исследователя фантастики Сэма Московица. В рыцарском турнире за чёрным забралом выступает Пол Андерсон; отдельно упоминается его жена и супруга Ларри Нивена. На одной из секций конгресса председателем является епископ Беркли, а судьёй на рыцарском турнире — Сэмюэл Клеменс (так же как и Энн — одна из секретарш Джубала Харшоу). На секции «Технические приёмы охоты на снарков» представлены писатели в жанре фэнтези: председатель Гордон Диксон и докладчики Андрэ Нортон, Кэтрин Мур, Фриц Лейбер, Клиффорд Саймак. Исключительные права на освещение конгресса солипсистов были предоставлены Бену Бове и журналу Locus. Интерьер помещения для литературных критиков оформлял «величайший художник» Эшер.
Конгресс солипсизма не только обожествляет всех писателей, он возносит на вершину пантеона создателя самой всеобъемлющей фантастической вселенной — автора «Числа зверя». С другого ракурса данная тема затронута в диалоге Лазаруса Лонга и Джубала Харшоу со Снобом (ещё одной маской Чёрной шляпы и, следовательно, Хайнлайна), который, выдавая значки участника конгресса, просил назвать имена американских президентов в первые сто лет его жизни:

— Вудро Вильсон — меня назвали в его честь, — Гардинг, Кулидж, Гувер, Рузвельт, Трумэн, Эйзенхауэр, Кеннеди, Кеннеди, Кеннеди, Кеннеди, Кеннеди, Кеннеди…

— Вы дошли до тысяча девятьсот восемьдесят четвёртого года. Из этого я делаю вывод, что вы пережили Междуцарствие Неемии Скаддера и, возможно, Вторую так называемую Американскую революцию. Доктор Харшоу, а в вашем мире было Междуцарствие?

— У нас было кое-что похуже — всемирное правительство.

— Для меня все миры одинаково плохи. Но из этого видно, где разошлись ваши два мира, — в тысяча девятьсот шестьдесят втором.
Иными словами, Хайнлайн радикально деконструирует собственную «Историю будущего». Любой пафос бессмыслен, ни у кого нет ни малейшего шанса на вечную славу и почитание его героизма, ибо все миры и все цели одинаково иллюзорны, а враги — всего лишь плод воображения. Единственно существующая реальность — лишь битва полов, в котором главный приз — отношения с существом, в значительной степени представленном лишь в твоём воображении. Даже карнавальный межвселенский съезд пантеистического солипсизма в сущности — довольно точное описание банальности и тривиальности, а также эскапизма любого научно-фантастического конвента, где фэны могут косплеить любимых персонажей и обожествлять их авторов. В мире «Числа зверя» нет даже смерти, ибо даже давным-давно умерших героев «Детей Мафусаила» (Либби) и мать Лазаруса из «Достаточно времени для любви» можно извлечь из их реальности, переместить в любую иную описанную кем-то вселенную и возродить к жизни. Отныне «ни смерть, ни жизнь не имеют объективной реальности»; Эго единственного творца существует только в зеркалах собственных смыслов.

### Постмодерн: метатекст и литературоцентризм
В российском фантастоведении отмечается, что поздний этап творчества Р. Хайнлайна изучен намного хуже, чем его же произведения 1940—1960-х годов. Историк науки А. Ермолаев полагал, что для западного литературоведения цикл произведений «Мир-как-миф» неудобен и, вдобавок, вызывает отторжение у части американских писателей. Чаще всего критики сосредотачивались на «странной сексуальной окраске этих романов, столь непохожей на пуританскую аскетичность раннего Хайнлайна». Сам А. Ермолаев категорически утверждал, что «Достаточно времени для любви» и «Число зверя» «по-прежнему великолепны», хотя и грешат длиннотами, проистекающими из запрета Хайнлайна подвергать его тексты редактуре. Э. А. Радаева (Самарский государственный социально-педагогический университет) сосредоточилась на том, что творческая эволюция Хайнлайна шла от социальной проблематики к бо́льшему и большему абстрагированию, мистицизму и метафизике. Тяготение к солипсизму позволяет рассматривать произведения писателя в парадигме экспрессионизма: данное направление тесно связано и с магическим реализмом, и с постмодерном.
Английская исследовательница Фара Мендлезон относила «Число зверя» к повествованиям о параллельных мирах, находя наиболее близким ему во всём корпусе произведений Хайнлайна роман «Иов, или Осмеяние справедливости». Несмотря на то, что четвёрка героев бежит от нешуточной опасности, тональность повествования в «Звере» оптимистична. По мысли Ф. Мендлезон, Джейк, Хильда, Дити и Зеб — это герои, намеренно позаимствованные из литературных миров Э. Э. «Дока» Смита и Эдгара Райса Берроуза, а метатекстовые миры, по которым они блуждают, в первую очередь служат подтверждению сложившихся у них взглядов на природу вселенной. Именно в этом романе Хайнлайн открыто продемонстрировал своё «фирменное презрение к сексуальной морали». Это наиболее кинематографичный из романов Хайнлайна, который можно отнести к жанру секс-комедии и роуд-муви. С точки зрения поэтики и сюжетопостроения в романе царит «полный кавардак», претекстом для которого послужила Galaxy Primes Эдварда Смита, где в центре повествования — две супружеские пары, ведущие многочисленные диалоги, в том числе на темы семейной и половой жизни. Первые части романа отчасти отдают дать плутовскому роману, но далее сюжет исчезает, а многие рецензенты обращали внимание, что «Чёрные шляпы» тоже исчезли и даже кажутся неуместными. Вся третья часть романа — это своеобразный «поход в супермаркет», целью выбора которого является поиск мира с идеальными климатическими и социоэкономическими условиями (включая наличие компетентных акушеров и общественной терпимости к наготе), которая завершается постулированием, что даже будущие матери могут желать авантюрных приключений, а не рассуждать о пелёнках. Фара Мендлезон отметила «обманку», использованную Хайнлайном: Дити похожа не столько на Дею Торис, сколько Клариссу Макдугал — жену Кимбалла Киннисона, Серого Ленсмана. Фраза, адресованная ею Джейку: «мы уже женаты [с Зебом] — уже много лет», равно относится к героям Смита и Берроуза.
С позиции гендерных исследований, Ф. Мендлезон отмечала, что оригинальным «Зверя» делает специфическая стратегия отношений в мирах Хайнлайна, где мужчина является ведомым, что обусловлено биографией писателя. «Число зверя» — яркий представитель романов, в которых «героини водят героев за нос», что предстаёт в «кинематографическом» контексте. Зеб ввязывается в крупнейшее в его жизни приключение, потому что его втянула в него Дея Торис Берроуз. Иными словами, тон всего действия задаётся женщинами — Хильдой (как более опытной) и Дити. В начале действия обе охотятся за мужьями, причём для Хильды её замужество с Джейкобом — это завершение довольно длительного процесса. Понять отношения этих двух пар можно именно в контексте произведений Э. Смита, но Хайнлайн перебивкой позиции нарратора явно иллюстрировал разницу между героем и автором.
Анализируя финальный конгресс солипсистов, Ф. Мендлезон выявила много мелких нюансов, не обозначенных комментаторами, отмечая, что масса сентиментальных моментов (и появление венерианского дракона сэра Исаака Ньютона из романа «Между планетами») может намекать, что всё, описанное в романе — посмертная фантазия. Джейк, Зеб, Дити и Хильда погибли при взрыве на автостоянке, и всё оставшееся — всего лишь видения гаснущего сознания или вариант посмертия. Похожее сюжетное решение Хайнлайн предложил в рассказе «Человек, который путешествовал слонами» и в особенности в романе «Не убоюсь я зла» (в котором «все самые важные для главного героя люди собираются в самом интимном месте из возможных» — его сознании).
Литературовед Джо Сандерс в обзоре творчества Хайнлайна характеризовал «Число зверя» и как «всплеск игривости Хайнлайна», и как «крайнюю форму самовыражения» писателя, стремившегося максимально отрефлексировать творческий процесс. Через весь роман красной нитью проходит мысль о том, что вознаграждение писателя за свои труды не ограничивается одним только гонораром. В этом смысле «Зверь» предполагает, что его читатель должен извлекать удовольствие из «плетения словес» — и этого вполне достаточно. Литературоцентризм в этом тексте возведён в абсолют, роман перенасыщен отсылками к самой разной беллетристике, в первую очередь — фантастической; Дж. Сандерс утверждает, что цитирование находится на «грани злоупотребления». В той же тональности действие разворачивается и далее: повествование от первого лица позволяет Хайнлайну делать акцент на внешнем — диалоги вместо размышлений, почти ничего не сообщающие о личности нарратора. В сущности, манера изъясняться у четырёх героев не отличается друг от друга, то же касается их чувства юмора. Сверхзадача — победить Чёрных шляп — постепенно скрывается за демонстрацией собственной сексуальности и задачами программирования Аи Плутишки — летающей машины, и, разумеется — спорами о приоритете и кому быть капитаном в команде, точнее, кто именно из четвёрки по-настоящему достоин власти.
В конце концов герои встречают Лазаруса Лонга — и задача справиться с Чёрными шляпами окончательно куда-то исчезает.
С. В. Голд в послесловии к русскому переводу «Числа зверя» 2021 года отмечал, что замысел Хайнлайна намного превосходил получившийся результат. «…Это… плохой роман, позорный с литературной точки зрения и местами
скучный до омерзения». При этом, по сравнению с первоначальной версией — «Погоней за панкерой» — введение в действие Лазаруса Лонга существенно улучшило сюжет, добавив прагматичную линию спасения Морин Джонсон. Несмотря на неотличимость и взаимозаменяемость реплик персонажей, «Хайнлайн добавил мужским персонажам раболепного отношения к женщинам, а ключевая роль в руководстве маленькой экспедиции отошла к Хильде». Началась и дегероизация образа Лазаруса Лонга, которого успешно обыгрывала та же Хильда, ставя под сомнение его роль лидера и манипулятора. Буффонада последней главы романа стала прологом к более серьёзному и глубокому погружению в постмодернизм, которым стал «Кот, проходящий сквозь стены». Похожие суждения высказывал и Дж. Сандерс: согласно его мнению, читатели были разочарованы неспособностью Хайнлайна показать и рассказать, что происходит между умными и образованными влюблёнными. С другой стороны, развитие межличностных отношений никоим образом не являлось авторской задачей: его интересовали, с одной стороны, количество и разнообразие вселенных, а с другой — количество и разнообразие межчеловеческих отношений (включая формы эмоциональных и коитальных связей), а не их сложность и глубина, давали хоть какой-то толчок к действию. Весь роман построен исключительно на «перетасовке союзов и связей», ибо в многомерной Вселенной всё возможно, а единственная угроза её обитателей — скука. Насквозь литературоцентричен и финал романа: грандиозный вселенский конгресс солипсизма — комбинация фантастического конвента, фестиваля и турнира — имеет целью избавиться от разнообразнейших никчёмных личностей, и в первую очередь — литературных критиков. Появившаяся Чёрная шляпа больше не имеет значения: упорный читатель дошёл до конца, ибо объём текста — лучший способ отбраковки ленивых или глупых. Для литературных критиков герои «Числа зверя» приготовили комнату в виде бутылки Клейна, в которой они будут выживать, в буквальном смысле пожирая друг друга, как привыкли делать в печатном виде. Вырваться же из ловушки они смогут, только научившись читать и анализировать именно то, что написано в тексте, к которому они обратились.

## Критическое восприятие

### Прижизненная критика

#### Негативное восприятие
Критики не были в восторге от «Числа зверя», в частности, Сью Гурвиц со страниц «Журнала школьных библиотек» заявила, что это «бесконечное собрание огрехов автора» и даже «огромная куча мусора». Повествование отмечено многословием, сексизмом, текст откровенно вторичен, а автор проявил себя как воинственно правый идеолог. Эпилог книги представляет собой жесточайшую сатиру на научно-фантастические конвенты. Роман может понравиться только «наркоманам фантастического жанра». Дэвид Лэнгфорд связывал вязкость повествования со старческими изменениями в психике Роберта Хайнлайна и предельно жёстко заявил: «Книга — позорна, она неумолимо ужасна». По мнению рецензента, Хайнлайн не скрывал презрения к читателю, что выражается и в полном отказе от правдоподобия изображаемых ситуаций: «Я Хайнлайн…, слушайте меня и наслаждайтесь!» Сюжет крайне примитивен, сводясь к тому, что главные герои странствуют по бесконечным параллельным вселенным, а «писатель слишком любит их всех, чтобы позволить им испытывать нечто большее, чем минутное неудобство», поэтому протагонисты почти неуязвимы. В основном они заняты тем, что «непрерывно и бессмысленно спорят о полномочиях, ответственности, цепочке командования и иерархиях протоколов в целом…» Бесконечный травелог не увлекает, потому что возможность без усилий отправиться куда угодно напрочь выхолащивает весь интерес к путешествию, вдобавок, почти все посещённые героями вселенные не являются плодом воображения Хайнлайна, а представляют все мыслимые литературные вселенные от страны Оз и Лилипутии («при всём уважении, эти земли более чем достаточно описаны Свифтом и Баумом»), до миров, чрезвычайно похожих на наш собственный. Наконец, «четверо клонов Хайнлайна» натыкаются на Лазаруса Лонга и героев «Достаточно времени для любви» и устраивают межвременной и межпространственный съезд. В финале неподготовленный читатель «будет барахтаться в море шуточек „для своих“», а то, что в эпилоге появляются герои чуть ли не «каждой второй из книг, написанных Хайнлайном», названо деградацией сюжета. «Заключительная часть книги напоминает фанфик худшего сорта», в котором «нет ничего, кроме нарциссизма». Стилистически книга не выходит за пределы нудных проповедей Джубала Харшоу из «Чужака в чужой стране», и поэтому лучшее, что может сделать читатель и критик — «не покупать эту ужасную, кошмарную книгу».
Писатель Дуглас Уинтер объявил, что самым простым и при том слишком мягким определением для романа является «разочарование», ибо «Число зверя» следует признать литературной катастрофой. Действие начинается вполне традиционно, с явными отсылками к миру макулатурных журналов, но далее сюжет исчезает, превращаясь в «бессвязную серию бессмысленных происшествий, которые приводят к столь же бессмысленной развязке». Текст представляет непрерывный четырёхсторонний полилог, из-за которого «главные герои быстро становятся невыносимыми». Уинтер прямо объявил, что «Число зверя» перечеркнёт все приятные воспоминания о «предыдущих шедеврах мистера Хайнлайна». Фантаст и разработчик компьютерных игр Грег Костикян ограничился заявлением, что «разочаровывающий роман от Хайнлайна для кого-либо ещё станет поразительно успешным».
Сильно не понравился роман и издателю британского бюллетеня Paperback Inferno Джозефу Николасу. Он утверждал, что в содержательном отношении значительная часть текста «Числа зверя» посвящена обсуждению проблемы лидерства, и целые главы заполнены нуднейшими рассуждениями четырёх героев о протоколе и процедуре принятия решений и командования, и прочим подобным материям. При этом по стилистике речей вообще невозможно понять, кто конкретно из героев подаёт ту или иную реплику. Вдобавок, все герои — не более чем клоны самого Хайнлайна. Отсылок к любимым с детства фантастическим мирам Баума, Смита или Э. Берроуза Дж. Николас не оценил, сочтя эти сюжетные линии чуть ли не плагиатом. Раздражение критика вызвало то, что Хайнлайн вне всякой логики повествования и без видимой причины атакует «давних своих недругов — философов, теологов, юристов, учителей, безбожных коммунистов, пацифистов, экологов, литературных критиков и много кого ещё». У Николаса создалось впечатление, что книга написана человеком одновременно желающим выплеснуть копившиеся десятилетиями эмоции, да ещё и сексуально озабоченным (в романе многократно повторяется, как напрягались соски одной из главных героинь). Повторил Дж. Николас и обвинение автора в старческом маразме: произведение, задуманное как весёлый набор «пасхалок» для внимательных читателей, скорее, их оттолкнёт «снисходительным презрением и покровительственным тоном» автора-повествователя, сочащимся с каждой страницы. Хайнлайна «не заботит ничего, кроме звука его голоса…, сюжет демонстрирует полную незаинтересованность в объяснении своих убеждений и мотивации действия». Финал романа — не что иное, как «оргия фонтанирующего самоудовлетворения»; «Число зверя» признано Дж. Николасом «позорным» текстом, не заслуживающим определения «произведения», «один из худших научно-фантастических романов, которых когда-либо знал мир».

#### Альгис Будрис
Альгис Будрис делил всё творчество Р. Хайнлайна на период до и после 1961 года, то есть выхода в свет «Чужака в чужой стране» (делая исключение лишь для романа «Луна — суровая хозяйка»). «Прежний Хайнлайн был мастером слова, обладающим незаурядным интеллектом и тонкостью суждений. Его дар описания был острым, хотя и в узких пределах, и эти пределы были отрефлексированы и чётко установлены… Правда все его герои говорили одинаково. Можно было отличить глупца и злодея от достойного и героического персонажа только по тематике их речей… Впрочем, эта стратегия срабатывала». Напротив, «Число зверя» — это квинтэссенция «нового» Хайнлайна, который отказался от прежних принципов макулатурной беллетристики, формула которой сводилась к «быстрому действию, ясному изложению, зависимости внешнего динамизма от внутреннего роста героя, и Бога ради — никогда не давайте читателю понять, где в повествовании автор». В объёмных романах Роберта Хайнлайна 1960—1980-х годов протагонисты идеальны с самого начала, а фантастический мир служит демонстрации их совершенства. Сюжет больше не нужен, действие бессвязно, распадаясь на бесконечное число эпизодов, дабы в мельчайших деталях продемонстрировать совершенство главного героя. Любое действие не имеет сюжетного обоснования, оно не органично и не вырастает из динамики характера главного героя, поскольку перед ним не встаёт никаких проблем, разве что мелкие вре́менные затруднения. Действие эпизодов может происходить где угодно, являясь самоценным. Иными словами, Хайнлайн перешёл к некой игре, в которой он сам является единственным игроком. «Число зверя» характеризуется как книга не для читателей, а для критиков, ибо её содержание не предназначено для сопереживания и вовлечения в действие.
Альгис Будрис заявил, что все существенные конструкты романа уже были использованы писателем в рассказе «Все вы зомби», и ничего существенного сверх того Хайнлайн уже оказался не в силах предложить. Когда автор оказался не в силах развить центральную тематическую идею, на половине текста герои попадают во вселенную Лазаруса Лонга, и главные герои полностью растворяются в личности самого Хайнлайна-повествователя. Эпилог — фантасмагорический фестиваль, участниками которых являются герои всех когда-либо написанных Хайнлайном произведений, плюс авторы и герои, которых бы он хотел видеть или описать сам. «Роман адресован профессиональным читателям НФ, „цепляет“ только в той степени, в какой читатель был и является читателем НФ, и только в той степени, в какой читатель солидарен со вкусами самого Хайнлайна». То есть «Число зверя» не сможет принести ни новых поклонников жанру, ни даже самому Хайнлайну. Более того, после прочтения А. Будрис заявил, что роман очень похож на «Чужака в чужой стране». Сходство прослеживается на уровне бесконечных диалогов-монологов, которые произносят герои, причём все четверо протагонистов «Числа зверя» говорят только о протоколе — сначала военном, потом сексуальном. «…Эти четверо не могут зажечь спичку, не проведя предварительно заседания комитета». По-видимому, Хайнлайн хотел отыскать новую форму для фантастики, чтобы она могла продемонстрировать, что её автор — «серьёзный» писатель. В итоге, и «Чужак..», и «Число зверя» производят впечатление текстов, разорванных посередине и составленных каждый «из двух половинок совершенно разных книг».

#### Умеренные и позитивные отзывы
Отзыв в журнале Kirkus Reviews резюмировал сюжетный зачин в саркастических тонах; также отмечалось, что первая половина романа выдержана в стилистике космических приключений с громадным числом отсылок к многочисленным фантастическим произведениям других авторов; впрочем, приключения четвёрки главных героев «довольно унылые». Однако стиль назван типичным для последних вещей Хайнлайна: «вторичный, перегруженный, нудно-дидактический, и с массой беспричинных шуточек». Впрочем, неподписавшийся рецензент очень высоко оценил феерический финал, выдержанный в стилистике «трагикомической пасхалки» ко всему научно-фантастическому жанру и рестроспективе произведений Роберта Хайнлайна. «Чтобы добраться до этого очаровательного финала, придётся продраться через несколько сот страниц идиотических любовных диалогов, перемежающихся обсуждением сантехнических устройств; но это того стоит. К добру или к худу, Хайнлайн поднялся до уровня Хайнлайна». Обозреватель правоконсервативного журнала National Review Джек Кирван сравнивал роман с «Моби Диком», сюжет которого можно описать как «историю одноногого безумца, пытавшегося поймать кита». Герои Хайнлайна, как обычно у него, отличаются уровнями своей компетентности, а не проявленными личностными чертами.
Фантастовед Элизабет Энн Халл исходила из того, что любой преподаватель литературы, работающий в колледже или заведении уровнем выше, обязан прочитать «Число зверя» хотя бы ради студентов, которые, возможно, захотят обсудить этот роман. При этом исследовательница прямо называла роман похожим по рыхлости и клочковатости структуры с «Достаточно времени для любви», а по назойливости стиля и тематической повторяемости — на «Не убоюсь я зла». Практически весь огромный роман написан от лица четырёх персонажей (исключения — в главах 43 и 48), в речах которых можно выявить определённые закономерности. Все четверо — ярко выраженные либертарианцы, поэтому все шероховатости в их отношениях проистекают от принципиального эгоцентризма, который они вынуждены преодолевать. Хайнлайн не был первооткрывателем данного литературного приёма, раньше и намного успешнее сменяющих друг друга рассказчиков задействовала Урсула Ле Гуин в «Левой руке тьмы». Впрочем, в философском и моральном отношении все четверо настолько мало отличимы друг от друга, что читателю легко утерять нить; это компенсируется отсутствием навязчивого всеведущего повествователя. Несколько разочаровывающим назван приём, когда главная угроза, побуждающая героев к действию — «Чёрные шляпы» — довольно быстро отправляются куда-то на задворки повествования, а в финале коллизия разрешается «с разочаровывающей лёгкостью». Текст написан на стыке фантастики и фэнтези, приводя к главной формуле реальности — «все миры одинаково реальны… или нереальны»; вдобавок, читателю предстоит одолеть три четверти текста, чтобы окончательно осознать, что все главные герои происходят из своей собственной реальности, а не нашей. Роман наполнен типично хайнлайновскими афоризмами и обычной для него игры словами. То есть к тексту следует относиться как к «ироническому посланию поклонника Хайнлайна его поклонникам», и в романе множество аллюзий, намёков и прямых указаний, которые вызовут у поклонников фантастики ощущение сопричастности и чувство знатока и вполне могут вызвать интерес неофитов. Тем не менее, «Число зверя» нельзя рекомендовать для читателей, незнакомых с творчеством Хайнлайна, и «даже самый преданный поклонник наверняка не пожелает, чтобы текст стал длиннее хотя бы на одну строчку».
Едва ли не единственный целиком положительный отзыв (хотя и выдержанный в предельно неформальной манере) представил писатель Спайдер Робинсон. Он сразу предупреждал потенциальных читателей, что это «несомненно, будет самый спорный роман, когда-либо опубликованный Хайнлайном», после чего целый абзац посвятил перечню определений, которые характеризуют роман и разнообразные содержательные сущности, включая: «швыряющий вас на землю, расширяющий сознание, провокационный, информативный, не укладывающийся в рамки, завораживающий, гениальный». Впрочем, по мнению Робинсона, критики вполне могут использовать другой набор: «эгоцентричный, нелепый, бессвязный, напыщенный, неструктурированный, сбивающий с толку, скучный, бесящий, высокомерный, претенциозный и унылый». Далее рецензент заявил, что много лет являлся фанатом Хайнлайна, который последовательно противостоял антихайнлайновским недругам. Самой привлекательной частью книги С. Робинсон объявил эпилог, в котором в буквальном смысле происходит Большой бал, где выведены все хорошие и верные друзья писателя. Эта же категория является потенциальной читательской аудиторией, а всех остальных книга «будет раздражать до чёртиков», и в первую очередь — нелюбителей «Не убоюсь я зла» и «Достаточно времени для любви». Хайнлайн, по мысли Спайдера Робинсона, перешёл на новый этап своего развития как писателя — он создал «нечто наподобие „Все вы зомби“, но в формате романа». Писатель решился поставить солипсизм на строгую математическую основу — единственно ради развлечения. «Эта книга имеет что-то общее с бутылкой Клейна, лентой Мёбиуса и тессерактом… На её фоне Фил Дик покажется автором строго линейных сюжетов».

### Двадцать первый век
Значительная часть обычных читателей и книжных блогеров XXI века негативно оценивают «Число зверя», как правило, повторяя, что роман вязок, лишён действия и труден для восприятия. Канадский критик Кристиан Сове в рецензии 1999 года заявил, что Хайнлайн, бесспорно, писатель, определивший облик фантастической литературы XX века, формировавший жанровые границы по собственному вкусу и разумению, являясь одновременно автором манифеста хиппи «Чужак в чужой стране», милитаристской фантазии «Звёздный десант» и либертарианской классики «Луна — суровая хозяйка». Впрочем, после 1970 года известность Хайнлайна привела к тому, что он стал выпускать тексты без редакторской правки, сделался «значительно более снисходительным к своим недостаткам», а персонажи всё чаще становились слепками личности своего автора. «Число зверя» вызывало раздражение фэнов и рецензентов именно потому, что не укладывалось в сложившиеся жанровые стандарты, и не соответствовало ожиданиям очередного развлекательного чтива. «Недостаточно быть готовым к безумию; почти обязательно хорошо знать все произведения Хайнлайна до 1980 года, чтобы чувствовать себя комфортно».
Издатель фэнзинов и критик Томас Вагнер в ретрорецензии 2011 года повторил определение «Числа зверя», как «не просто плохого, а ужасного» романа, текст которого создаёт впечатление, что написан не гроссмейстером фантастического жанра, а любителем из журнального самотёка. «Эпизоды, претендующие на юмор, не смешны; сцены, претендующие на откровенность, сделали был асексуалом Хью Хефнера». Единственно подходящим признано лишь название, ибо эта книга «создана антихристом», и может вызывать сомнение в психической адекватности Хайнлайна как поток шизофазии. Т. Вагнер вспоминал, что в 1980 году в среде фэндома все задавали вопрос: «А ты уже прочитал „Число зверя?“» таким же тоном, как мы говорим: «У такого-то то рак в последней стадии». Не менее раздражали критика сексуальные сцены и рассуждения на тему секса, которые он сравнил с «ощущениями подростка, открывшего первый в своей жизни порножурнал», а также кажущаяся не вполне разумной фиксация автора на теме нудизма и полиаморности, которая никак не обоснована сюжетными надобностями. В итоге более чем 500-страничный текст не содержит ничего, «хоть как-то напоминающее связное повествование». Главные герои, преодолев огромное число вселенных, «тусуются голыми с Лазарусом Лонгом и Джубалом Харшоу, меняясь партнёрами и трахаясь, как кролики». Вывод предельно жёсткий: «„Число зверя“ можно назвать первым научно-фантастическим романом, который сто́ит читать только в латексных перчатках и презервативе». Канадский независимый обозреватель фантастики Джеймс Николл в ретроспективном отзыве на роман П. Андерсона «Аватар» (1978) заявил, что именно Хайнлайн своим «Числом зверя» преподал начинающему критику важный урок: «не нужно заканчивать каждую книгу, которую начинаешь читать».
Напротив, писатель и издатель Томас Уилсон на вопрос своего внука, какая у него любимая книга, назвал «Приключения Тома Сойера» и «Число зверя». Под «любимым» подразумевается литературное произведение, «которое перечитываешь, когда нет сил взяться за что-то новенькое». При этом в существующих рецензиях Уилсона не устраивало то, что их авторы критиковали не книгу, как таковую, а её автора, и потому в собственном отзыве он не хотел «извиняться за собственные вкусовые пристрастия». В итоге рецензент заявил, что «Число зверя» — экспериментальный роман, посвящённый книжным приключениям и постмодернистскому путешествию по вымышленным вселенным, наполненный типичным для Хайнлайна остроумием, житейской мудростью и сострадательностью к конкретным людям («Хайнлайн был очень терпим и сострадателен к каждому отдельному индивиду, но к расе и толпе он был терпимым намного меньше»). Автор в принципе отказался от авторитарности повествовательной структуры и предложил читателю просто провести время с его персонажами, «потусоваться» в атмосфере игривости и радости. Потому что препирательства персонажей передают истинно семейную атмосферу, ибо выросший в большом семействе Хайнлайн как никто знал, «как члены одной семьи могут яростно любить друг друга», потому что только в семье можно безболезненно разрешать разногласия, выплёскивать токсичные эмоции, прощать оплошности и обиды и «продолжать жить вместе в здоровье и счастье». Таково было первое впечатление Т. Уилсона после прочтения книги в 1982 году, ему, семнадцатилетнему, это позволило «исцелить некоторые душевные раны прошлого», а далее наладить 38-летний рабочий тандем с собственной женой в издательствах и на конвентах фэндома.
Компьютерный инженер и почитатель Хайнлайна Дэвид Поттер в 1999 году опубликовал в сети Usenet собственный отзыв на «Число зверя», впоследствии перепечатанный «Обществом Хайнлайна». Д. Поттер счёл, что роман можно рассматривать и как откровенно несерьёзную игру со всеми жанрами и сущностями в Speculative Fiction и одновременно как руководство, как можно писать хорошую фантастику («Роберт Хайнлайн представил читателю руководство и набор инструментов, сказав: „Вот всё, что я знаю о ремесле. Посмотрим, сможешь ли ты сделать лучше“»). Роман продемонстрировал, что здоровье и писательские навыки его автора позволяют работать именно так, как ему хотелось. Рецензент также обратил внимание, что каждая «Чёрная Шляпа» носит одно из литературных имён Хайнлайна или анаграмму его настоящего имени, или имена очень близких ему людей. Финальный солипсический конгресс всех миров — это завещание Хайнлайна и любовное послание, адресованное его персонажам, книгам, писателям, фэнам и друзьям.

## Издания
Несмотря на крайнее неодобрение критиков и представителей фэндома, «Число зверя» пользовалось успехом. Издательство Fawcett выпустило «Зверя» с внутренними иллюстрациями Ричарда Пауэрса 1 августа 1980 года и почти сразу оно попало в три списка бестселлеров, поднявшись до третьей позиции уже в первую неделю, и до первого места в сентябре. К 17 августа тираж пришлось повторить в третий раз, к тому времени разошлись 145 000 экземпляров, а ещё через две недели понадобился пятый тираж, достигший в сумме 193 000 экземпляров. Поклонники ценят оригинальное издание и перепечатки с иллюстрациями Пауэрса с обнажёнными женщинами, прототипами которых послужили модели журнала Penthouse. С тех пор роман многократно переиздавался в твёрдом переплёте и в мягкой обложке. В 2020 году издательство Arc Manor выпустило двойное издание — первоначальную рукопись, названную в печатном виде «Погоня за панкерой», и само «Число…», под общим названием «Параллельный роман о параллельных вселенных».
Роман переводился на нидерландский (1981), португальский (в трёх томах, 1981), немецкий (1981) и испанский (1987) языки. Русский перевод А. Иорданского и Е. Маевского вышел в 1994 году и до 2021 года переиздавался четырежды. Параллельное издание первоначальной версии и перевода А. Иорданского и Е. Маевского под редакцией С. В. Голда осуществлялось в 2021—2022 годах. Исследователь-редактор отмечал, что в переводе не удалось передать многочисленных нюансов оригинала. Например, оказалось смягчено кодовое слово «Ая, Прыг!» (англ. Gay Deceiver, Scout!) для возвращения континуумохода в базовую реальность («В оригинале оно действительно звучит ужасно, это нечто грубое, наподобие „Рвём когти!“, „Валим, пацаны!“ и т. п.») Ещё сложнее оказывалась ситуация с именами собственными, так как Хайнлайн чередовал говорящие имена с безликим и банальным их набором. Автомобиль «Ая Плутишка» (из издания перевода 1994 года) в отредактированном издании 2021 года превратился в «Гэй Обманщицу». По мнению С. В. Голда, А. Иорданский и Е. Маевский постарались максимально удалиться и от «гей» (значение этого слова в английском языке постепенно менялось ко времени публикации романа), и от его определённо-мужского (для русского уха) звучания, откуда и появилась отчётливо-женская «Ая». Однако в США Гэй — обычное женское имя, вызывающее ассоциации с бомбардировщиком «Энола Гэй» и создающее комический эффект применительно к маленькому «форду». Слово deceiver означает «плут», «мошенник», «обманщик» или «очковтиратель», и, действительно, безобидный внешний вид летающего автомобиля разительно отличается от того, что у него внутри. «А имя Гэй=гей Хайнлайн подсознательно выбрал из стремления очередной раз подразнить гусей». Равным образом, почти невозможно адекватно перевести прозвище Хильды Корнерс-Берроуз, которую Зебадия обозвал Sharpie. В русском переводе оно превратилось в Шельму или Язву. Однако оригинал настолько многозначен, включая «мошенник», «шулер», «малый не промах», «крутой», «стиляга», «умный», «остроумный», «острый», «тонкий», «проницательный», «сильный», «резкий», «быстрый», «клёвый», «прекрасный», «элегантный», «колкий», что вынуждает делать переводчика произвольный выбор.
- Heinlein Robert A. The number of the Beast. — London : New English Library/Times Mirror, 1980. — 555 p. — ISBN 0-4-500-4675-3.
- Heinlein Robert A. The number of the Beast / Cover by Richard M. Powers. — New York : Fawcett, 1980. — 511 p. — ISBN 0-449-90019-3.
- Хайнлайн Р. Число Зверя / перевод А. Иорданского, Е. Маевского. — Рига : Полярис, 1994. — 720 с. — (Миры Роберта Хайнлайна. Кн. 18). — 25 000 экз. — ISBN 5-88132-099-9.
- Хайнлайн Р. Число зверя : [фантастический роман] / пер. с англ. А. Иорданский, Е. Маевский; автор комментариев А. Ермолаев. — Москва; Санкт-Петербург : Эксмо; Terra fantastica, 2007. — 762, [1] с. — (Отцы-основатели. Весь Хайнлайн). — ISBN 5-7921-0741-8.
- Хайнлайн Р. Число зверя / перевод с английского Алексея Иорданского, Евгения Маевского; послесловие, примечания С. В. Голд. — Санкт-Петербург : Азбука, 2021. — 732, [2] с. — (Звёзды мировой фантастики). — 2000 экз. — ISBN 978-5-389-19353-6.
- Хайнлайн Р. Погоня за панкерой / Пер. Д. Казакова; Послесловие редактора С. В. Голд. — М. : Эксмо: Fanzon, 2022. — 640 с. — (Sci-Fi Universe. Лучшая новая НФ). — ISBN 978-5-04-122891-0.

### Рецензии
- Budris A. Books: [The Number of the Beast, Robert A. Heinlein] :  [англ.] // The Magazine of Fantasy and Science Fiction. — 1980. — Vol. 59, no. 4: 31st Anniversary Issue, № 353 (October). — P. 55—59. — ISSN 0024-984X.
- Hull E. A. Star Cluster: [The Number of the Beast, by Robert A. Heinlein] // Extrapolation : published quarterly by The Kent State University Press. — 1981. — Vol. 22, no. 1. — P. 94—97. — ISSN 0014-5483.
- Hurwitz S. K. The Number of the Beast (Book Review) :  [англ.] // School Library Journal. — 1980. — Vol. 27, no. 3 (November). — P. 93. — ISSN 0362-8930.
- Nicholas J. Robert Heinlein — The Number of the Beast :  [англ.] // Paperback Inferno : BSFA publication. — 1981. — Vol. 4, no. 6. — P. 1—3. — ISSN 0260-0595.
- Robinson S. Reference library: [The Number of the Beast — Robert A. Heinlein, New English Library] :  [англ.] // Analog Science Fiction/Science Fact. — 1980. — Vol. 100, no. 5 (May). — P. 165—167.
- Winter D. E. Book Review: [The Number of the Beast by Robert A. Heinlein] :  [англ.] // Fantasy Newsletter : The Monthly News Magazine of the Fantasy and Science Fiction Field. — 1980. — Vol. 3, no. 8, № 27 (August). — P. 9. — ISSN 0199-3151.

### Биографии, монографии и статьи
- Clareson T. D., Sanders J. The Heritage of Heinlein : a Critical Reading of the Fiction / Foreword by Frederik Pohl. — Jefferson, North Carolina : McFarland & Company, Inc., Publishers, 2014. — ix, 221 p. — (Critical explorations in science fiction and fantasy ; 42). — ISBN 978-0-7864-7498-1.
- Franklin H. B. Robert A. Heinlein : America as science fiction. — New York : Oxford University Press, 1980. — 225 p. — ISBN 0-19-502747-7.
- Gifford J. Robert A. Heinlein: A Reader's Companion. — Sacramento : Nitrosyncretic Press, 2000. — xxi, 281 p. — ISBN 978-0-9679-8740-8.
- Mendlesohn F.[англ.]. The Pleasant Profession of Robert A. Heinlein. — London : Unbound[англ.], 2019. — 416 p. — ISBN 978-1-78352-680-2.
- Stover L. Robert A. Heinlein. — Boston : Twayne Publishers, 1987. — [xvii], 147 p. — (Twayne's United States Authors Series). — ISBN 0-8057-7509-9.
- Радаева Э. А. Экспрессионизм и научная фантастика: специфика взаимодействия (на примере творчества Р. Хайнлайна) // Известия Самарского научного центра РАН. Социальные, гуманитарные, медико-биологические науки. — 2022. — Т. 24, № 4. — С. 67—72. — doi:10.37313/2413-9645-2022-24-85-67-72.
- Паттерсон У. Роберт Э. Хайнлайн в диалоге со своим веком / Пер. А. Речкина. — Минск : Актиния, 2020. — Т. 2: 1948—1988: мужчина, который стал совершенным. — 656 с. — Печатается на правах рукописи. — 30 экз.
- Хайнлайн Р. Ворчание из могилы / Под ред. Вирджинии Хайнлайн; Пер. с англ. С. В. Голда. — М. : Эксмо, 2021. — 480 с. — ISBN 978-5-04-122890-3.